# Flekkefjordbanen
La ferrovia di Flekkefjord (norvegese: Flekkefjordbanen) è una diramazione ferroviaria abbandonata di 17,1 chilometri della ferrovia di Sørland. Univa Flekkefjord e Sira (villaggio del comune di Flekkefjord) in Agder, in Norvegia. L'unica attività in corso sulla linea è costituita dalle draisine turistiche. Gli edifici delle stazioni lungo la linea erano stati progettati dall'architetto Paul Armin Due e sono stati tutti demoliti.
La linea fu aperta nel 1904 come un'estensione di 64 chilometri della ferrovia di Jæren a scartamento ridotto. Era stata progettata come il primo passo di una linea principale lungo la costa meridionale norvegese. A Flekkefjord, c'era un collegamento con la nave a vapore, poi a Oslo. Nel 1941, la linea fu convertita a scartamento normale e nel 1944 fu completata la linea di Sørland. La parte occidentale della ferrovia di Flekkefjord è stata integrata in essa, mentre la sezione rimanente è diventata la diramazione che ha mantenuto il nome di ferrovia di Flekkefjord. Negli anni quaranta i treni trainati da locomotive a vapore furono sostituiti da automotrici diesel. A seguito del calo del traffico, in parte dovuto alle basse velocità dovute al profilo stretto della linea, la linea è stata chiusa, con le ultime corse nel 1990.